# かす巻

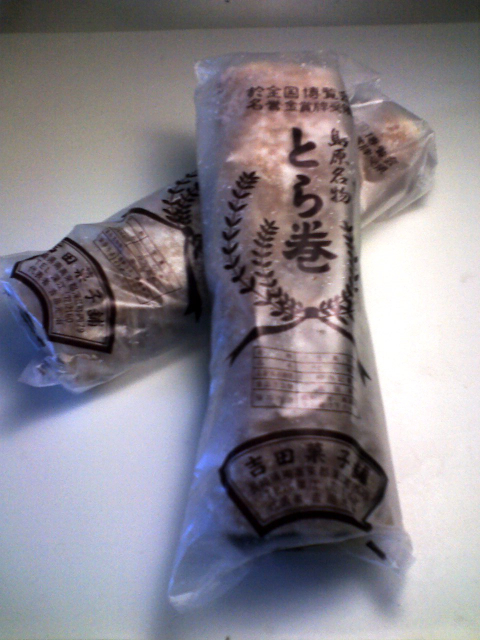
南島原市のとら巻

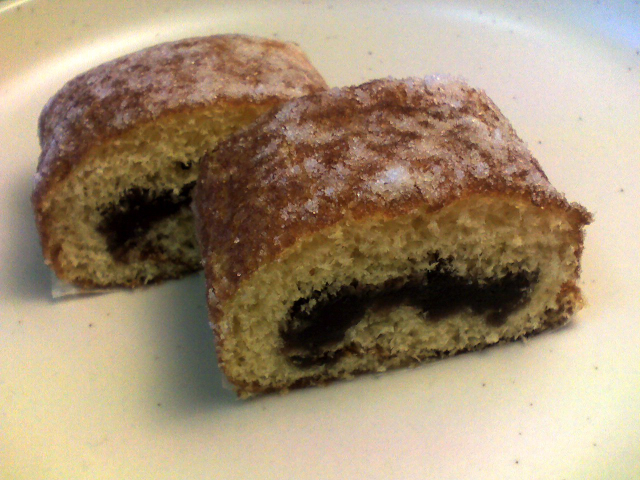
とら巻断面

かす巻（かすまき）とは、「カステラ巻き」とも呼ばれる「カステラ」を使用した和菓子のことである。
名前の由来は、カステラ生地で餡を巻いていることからついたものという説が有力で、餡をカステラ生地で巻いたもの、もしくは、カステラをどら焼き生地で巻いたものである。

## 概要
カステラが主体となっており、カステラで餡を巻くか、カステラ自体を焼き皮などで巻いて作る。
文明堂の「カステラ巻き」のほか、「京丸太」、「神戸かすてら巻」、「愛媛タルト」、「加寿まき」、「長崎カステラ巻き」、「カステラロール」、「かす巻き」、「トラ焼き」など、各メーカーが工夫を凝らした製品を販売している。

## 愛媛タルト
ゆず入りの餡を、カステラで「の」の字に巻いたもの。1954年（昭和29年）に登録された、愛媛県菓子工業組合の登録商標である。

## かす巻き
かす巻とは、島原市にある美弥光製菓株式会社の登録商標であり、餡は小豆餡または白餡を使用しカステラ生地で巻いた長崎県の主に壱岐地方、および、対馬地方の和菓子の事であり、江戸時代に朝鮮貿易で栄えた対馬藩において参勤交代で江戸から帰った藩主の無事を家中で慶び、長旅の疲れを癒すために考案されたとの言い伝えがある。当時の日本では、まだ、珍しかったカステラ生地の皮と、贅沢品であった餡をふんだんに使った菓子であった。「対馬のものはずんぐりと太く、壱岐のものは細巻」ともされる。

## とら巻き
島原市のかす巻きと同じスタイルのお菓子であるが、南島原市方面では、とら巻と呼ばれている。また、地域によっては、かす巻ととら巻が並存し、区別されている（外の皮が素焼き生地の場合が「かす巻」、その生地にザラメがまぶしてあるものが「とら巻」）。なお、とら巻という名の餡を巻いた菓子は別の地方にも存在しているが、こちらはカステラ生地の表面が虎の模様になっている。長崎県外でかす巻が親しまれている地域は、壱岐・対馬系のかす巻で佐賀県西部（鳥栖市の田代宿が対馬藩の飛び地だった。）や島原系のかす巻で熊本市の方でも、かす巻が認知されているようである。
なお、対馬と島原の食文化には共通点が多く、かす巻以外に六兵衛（ろくべえ）など、名物でも同じ名称（製法や出来上がりで若干異なる）のものがあり、一説には島原の乱後の入植者で少なからず対馬出身者がいたのではないかと考えられている。